# Fettverbrennung
Die Fettverbrennung, genauer die Fettsäureoxidation, bezieht sich auf die chemischen Reaktionen, bei denen eine Fettsäure ein oder mehrere Elektronen an einen Elektronenakzeptor abgibt. In der Biochemie wird der Begriff Fettsäureoxidation für die Stoffwechselwege α-Oxidation, β-Oxidation und ω-Oxidation verwendet, die Teil der Energieversorgung des Körpers sind. Die β-Oxidation spielt dabei die wichtigste Rolle.

## Energieumsatz
Bei der Fettverdauung werden Fettsäuren durch Aufspaltung von Fett gewonnen. Daraufhin werden sie dem Fettstoffwechsel zugeführt und stehen dem Körper für den Energieumsatz zur Verfügung. Das Fett kann sowohl der Nahrung als auch dem körpereigenen Fettgewebe entstammen. Der Brennwert reinen Fettes beträgt 39 kJ/g (9,3 kcal/g). Fettgewebe besteht nicht zu 100 % aus Fett und erreicht daher einen geringeren Brennwert (ca. 7 kcal/g).
Die Fettoxidation ist ein im Körper ständig ablaufender Vorgang. Das Ausmaß hängt vom Grad körperlicher Betätigung und damit vom Energiebedarf ab. Weitere Einflussfaktoren sind der Trainingszustand, Geschlecht und Zusammensetzung der Muskelfasertypen der beanspruchten Muskulatur. Typ-I Muskelfasern arbeiten in der Regel eher mit Fett, während die schnelleren Typ-II Muskelfasern eher Kohlenhydrate als Brennstoff benötigen. Studien zufolge verringert eine kohlenhydratreiche Ernährung die Fettoxidation bei nachfolgenden sportlichen Belastungen um bis zu 35 %. Grund dafür ist, dass zuerst die aufgenommenen Kohlenhydrate in die Muskelzellen aufgenommen und verstoffwechselt werden. Der Kohlenhydratabbau geht zeitlich also immer der Verstoffwechselung der Fette voran. Der Effekt kann bis zu acht Stunden nach Einnahme einer Mahlzeit andauern.

## Fettverbrennung im Sport
Sportler und Mediziner vertreten häufig die Auffassung, der Körper beziehe bei körperlicher Belastung in einem bestimmten Intensitätsbereich seine Energie überwiegend aus dem gespeicherten Körperfett. Dieser Intensitätsbereich sei individuell unterschiedlich und soll zwischen 60 % und 75 % des individuellen Maximalpuls liegen.  Während zuerst überwiegend Glucose verstoffwechselt werde, steige die Fettverbrennung innerhalb der ersten halben Stunde nach Trainingsbeginn auf einen bestimmten, für die Intensität charakteristischen Wert.
Die Auffassung, zu Beginn des Trainings würde zunächst überwiegend Glucose verbrannt, ist inzwischen umstritten. Heutzutage nimmt man an, dass der Anteil der Fettverbrennung ausschließlich von der Stärke der Belastung und vom allgemeinen Trainingszustand abhängt.
Fachstudien zufolge hängt die Fettverbrennung durch Sport von mehreren Faktoren ab, unter anderem vom Grad der Sportlichkeit des Körpers und der Entfaltung der Muskeln. Männer verbrennen bei gleicher Belastungsintensität weniger als Frauen. Übergewicht und Insulinresistenz verringern den Verbrauch. In Studien war der Fettstoffwechsel Trainierter bei einer Belastungsintensität von 65 %, Untrainierter bei 50 % der Maximalleistung am effektivsten, wobei eine „erhebliche interindividuelle Streubreite“ zu beachten sei.  Effektiv Fett zu verstoffwechseln ist sowohl für die Ausdauerleistungsfähigkeit als auch für die Gesundheit sehr wertvoll und findet zunehmend Anerkennung.
Energie wird immer, vor allem beim Sport, abhängig von der Intensität, ab der ersten Minute „verbraucht“ – bzw. in eine andere Energieform umgesetzt. Bei mäßiger Belastung ist der Umsatz geringer als bei hoher. Für die Gewichtsreduktion ist nicht ausschlaggebend, wie viel Fett während der körperlichen Betätigung umgesetzt worden ist, sondern die Energiebilanz; d. h., wie viel Energie insgesamt umgesetzt wird. Bei körperlichen Aktivitäten ist es jedoch wichtig, dem Körper auch wieder Energie und Nährstoffe zuzuführen. Hierbei muss man im Blick behalten, welche Nahrungsmittel dem Körper zugeführt werden. Denn während einige Speisen die Fettverbrennung verhindern (z. B. Zucker und Weißmehl), können andere Lebensmittel diese ankurbeln (z. B. Vollkornprodukte und Obst).
Bei extensiver Belastung (z. B. Dauerlauf) besteht die aerobe Energiegewinnung aus Fett- und Kohlenhydratverbrennung (Oxidation freier Fettsäuren und der Glukose) von Beginn an, im Gegensatz zur anaeroben Energiegewinnung bei kurzzeitigen Belastungsspitzen, z. B. beim Sprint. Die Lipidoxidation (Fettverbrennung) ist Studien zufolge bei Jogging oder Walking stärker als beim Radfahren. Seilspringen beansprucht gegenüber Jogging weitere Muskelgruppen, weshalb die Lipidoxidation bei dieser Aktivität noch höher ist.
Es gibt keine wissenschaftlichen Belege dafür, dass ein als Fatburner beworbenes Nahrungsergänzungsmittel die Fettverbrennung steigern würde.
Regelmäßiges sportliches Training ist die einzig effektive Möglichkeit, die Verstoffwechselung von Lipiden während körperlicher Belastung zu erhöhen. Insbesondere Ausdauertraining führt zu einer verbesserten Ausstattung der Muskeln mit Enzymen des Fettstoffwechsels. Darüber hinaus wird sowohl die Mitochondriendichte erhöht als auch der lokale Blutfluss verbessert, beides von günstigem Einfluss auf die Fettoxidation.